# San Martín y La Gloria
San Martín y La Gloria, ganadería de toros de lidia, fundada en 1932 por Juan Aguirre "Conejo Chico", ubicada en la Finca "La Gloria" en Tequisquiapan, Estado de Querétaro, México. Su divisa es Morado y Verde. Propietarios Actuales: José Chafic Handam Amad y Marcelino Miaja Calvo.
Una de las más importantes ganaderías del mundo por ser la única dehesa multinacional por tener fincas en España y México.
- Datos: Q5645416